# سالم حسين الأمير
سالم حسين الأمير ولد في سوق الشيوخ محافظة ذي قار في أوائل الشهر الثاني شباط العام 1923م.
تعلم في صغره وحفظ من الاسطوانات الشعر والنغم التي جلبها شقيقه الأكبر عبد المنعم حسين عند عودته إلى مدينته بعد تخرجه من دار المعلمين في بغداد صيف 1927م، توفي في 30/8/2015 باحد مستشفيات بلجيكا.

## تاريخ انجازاته الفنيّة
1-	1933 نظم ولحن أول ابيات له من الشعر فاتخذت نشيداً لمدرسته الابتدائية وهذه الابيات هي:
ياطيور الروض غني بالنشيدِ	وارسلي الالحان في الوادي السعيدِ
وتـغنــيّ بهــوى امتـــنا	 وانثري أجمل باقات الورودِ
كم يطيب اللحن في دجلتنا	 بالفرات العذب بالطلع النضيدِ
بالجبال الشم بالوادي الذي سطعت فيه حضارات الجدودِ	
واعدها لوحة فنية عام1972 قدمها للتلفزيون العراقي للثانوية الشرقية للبنات.
2-	سافر إلى بغداد 1936 على اثر قصيدة عتاب لشقيقه الأكبر عبد المنعم حسين الذي كان يعمل معلماً في بغداد. مطلعها 
(ياراقد الطرف هل فكرت في سهري وهل علمت بأني صرت في خطر).
3-	اذيعت له أول لحن لقصيدة عمودية للشاعر الكبير، د.محمد مهدي البصير وغناها المطرب عبد الجبار امين (ان ضاق ياوطني عليّ فضاكا.... ولتتسع بيّ للأمام خطاكا)، العام 1945.
4-	كان محررا لمجلة اوبولو للثقافة والفنون والعائده اوليتها لشركة سومر السينمائية التي اسسها السيد حسن الشاوي العام 1945, وكان مقر الشركة العاقولية شارع الكفاح حيث كنت مسؤولا عن القسم الموسيقى والغناء في هذه الشركة.
5-	دخل معهد الفنون الجميلة لدراسة آلة القانون الذي الذي فتح العام 1945-1946م وكان أول طالب يدخل هذا الفرع.
6-	عين محاظراً في أحد دورات معهد الفنون الجميلة لتدريس هذه الآلة في مدينة السليمانية صيف 1947م مع عديد من اساتذة معهد الفنون الجميلة.
7-	مارس التلحين ونظم الشعر الغنائي الزجلي للإذاعة العراقية وقدم السيدة خالد كمطربة التي كانت عضوه في فرقة الموشحات الأندلسية برآسة العلامة الموسيقي الشيخ علي الدرويش الحلبي. باغنيتين اذيعت في الشهر الثالث من العام 1948م.
8- عين العام 1962 بعده عودته من القاهرة مدرساً لآلة القانون في معد الفنون الجميلة، تخرج علي يديه من الطلبة المجتهدين وأصبحو اساتذه ولهم شأن كبير في الموسيقى العربية ومنهم باهر هاشم الرجب، نزيه عبد الله، والفنان حميد البصري، والفنان علاء السماوي والفنان جمال السماوي، وغيرهم
9- إضافة لتدريسه آلة القانون  قام بتدريس مادة تاريخ الموسيقى العربية وكذلك مادة تدريس التراث الشعبي العراقي 
10- طلب احالته على التقاعد صيف 1983م، حيث سافر خارج العراق

## تأسيس الفرق الموسيقية
1- في بداية 1948 بدأت بتأسيس فرقة من الهواة العازفين الجيدين وهم في وظائف في الدولة كبيرة منهم المحامي ومنهم الضابط وكان مقر الفرقة في صالون حلاقة الفنان والملحن خزعل فاضل وفي منطقة الفضل. ومن بعض الحان هذا الفنان حنه حنه بيده وأغنية عروسه والحبايب زافيه وأغنية رساله للولف.وسميت هذه الفرقة بفرقة الرافدين وشاركت في الحفلات الخيرية مثل جمعية حماية الأطفال وجمعية الهلال الأحمر وجمعيات أخرى خيرية وبدون مقابل.
2- فرقت الاذاعتين الكردية برآسة الفنان الاستاذ جميل بشير والاستاذ غانم حداد وسالم حسين والمحامي جمال سري العام 1947م، والإذاعة العربية العام 1950م.
3- فرقة جمعية الموسيقين العراقيين التي تاسست في العام 1951م حيث قدمت حفلتها الأولى في صيف عام 1951 للاحتفال بتأسيس أول جمعية للموسيقين العراقيين ومن هؤلاء الاساتذة. الاستاذ الكبير عازف الكمان جميل بشير، أحد طلبة معهد الفنون الهاوي العميد الركن والمستشار القانوني الدكتور عادل امين خاكي، وعازف القانون المحامي جمال سري، وعازف القانون سالم حسين.
4- فرقة انوار الفن تاسست العام 1952 ومشاركة الفنانين الملحن وعازف الكمان الفنان ارائد الاستاذ ناظم نعيم. والمطرب والملحن الكبير أحمد الخليل والعازفين الآخرين هم من فرقة الإذاعة وساهمت هذه الفرقة في تسجيل أغاني لمطربات عربيات وعراقيات ومعزوفات موسيقية لمؤلفين عراقيين منهم سالم حسين وناظم نعيم واحمد الخليل ومنير بشير وغيرهم. وقامو بتسجيل أغاني المطربة فائزة أحمد منهم أغنية خالي يا خالي واغنية مظلومه يا ناس مظلومه.
5- فرقة معهد الفنون الجميلة العام 1956م والتي شاركت في الإذاعة والتلفزيون في بدايته واعضاء هذه الفرقة من اساتذة معهد الفنون الجميلة.
6- فرقة ناظم الغزالي برآسة الاستاذ عازف الكمان والعود الكبير جميل بشير، العام 1956، حيث قامت بتسجيل أغاني المطربين والمطربات من العراقيين لحساب شركة جقمقجي للأسطوانات. ومن اعضائها الاستاذ ناظم نعيم على آلة الكمان والاستاذ سالم حسين على آلة القانون، والاستاذ خضر إلياس على آلة الناي، والحاج حسين عبد الله على الإيقاع.
7-	فرقة التلفزيون الخاصة التي تأسست العام 1957 برآسة الاستاذ الكبير عازف العود الفنان الرائد منير بشير.الموسيقار سالم حسين من ضمن اعضائها.
8-	العام 1954فرقة أبناء دجلة للموشحات الأندلسية والأغاني العراقية التراثية القديمة برآسة الفنان الاستاذ روحي الخماش.
9-	فرقة بغداد للفنون الشعبية بعد عودتي من مصر ولبنان التي استغرقت أكثر من ثلاث سنوات حيث تأسست في بداية العام 1962، وقدمت مسريحة بياعة الورد وهي مسرحية غنائية راقصة من كلمات والحان سالم حسين، وكانت هذه الفرقة من الهواة من الجنسين.
10-	فرقة الرشيد للفنون الشعبية التي تأسست العام 1964-1965 وكان مشرفا فنيا للموسيقى والإنشاد فيها حيث قدمه عدة لوحات فنية من كلماته والحانة منها الأرض الطيبة، وملايات الماي، والعلابيات، ورقصة الهجع. وقد سجلت للتلفزيون العراقي، وقدمت فرقة الرشيد هذه اللوحات داخل العراق وخارج العراق.
11-	فرقة خماسي الفنون الجميلة تأسست العام 1975م، وقدمت برنامجا موسيقيا خلال برنامج معهد الفنون الجميلة الذي عرض في التلفزيون العراقي، ثم استدعيت هذه الفرقة لتقديم معزوفاتها للإذاعة والتلفزيون وكان ذلك في 7/1/1976، وقد مثلت العراق في جميع مهرجاناته داخل العراق وايفاداته خارج العراق من الدول العربية والاوربية ودول الاتحاد السوفيتي سابقاً وستمرت هذه الفرقة إلى العام 1989بعد عودتها من الجمهورية العربية اليمنية، واعضائها الخمسة هم الاستاذ غانم حداد على آلة الكمان، والاستاذ روحي الخماش على آلة العود، والاستاذ سالم حسن على آلة القانون، والاستاذ حسين قدوري على آلة الجلو، والحاج حسين عبد الله على الإيقاع، وحل بعد رحيله الاستاذ إبراهيم الخليل على الإيقاع.
12-	فرقة الرباعي الوتري تأسس العام في بداية 1990م، وتظم الاساتذه علي الامام على آلة العود، الدكتور طارق إسماعيل على آلة الكمان، سالم حسين على آلة القانون، فؤاد عثمان على آلة الجلو، قدمت العديد من المعزوفات الجديدة ومن الأغاني العراقية القديمة الموزعة موسيقيا ومهرمنه.
13-	فرقة الف ليلة تاسست العام 1997م، وتظم هذه الفرقة من الشباب المشتهدين من طلاب معهد الدراسات الموسيقية، حيث شاركت في العديد من مهرجانات بابل الموسيقية كما شاركت في مؤتمر الآثار الدولي الذي عقد في بغداد العام 1998م برج بابل وزقورة بورسيبا، حيث قدمه محاضرة حول الموسيقى والشعر للإنسان العراقي القديم وانشودة غنائية من كلمات والحان الاستاذ سالم حسين الذي عزف على القيثارة السومرية بعد أن صنعت له من قبل صانع الالات الموسيقة السيد محمد فاضل حسين، كما احيت هذه الفرقة اماسي موسيقية في عمان في قاعتي دارة الفنون والمركز الثقافي الملكي، كما قدمت بعض أعضاء هذه الفرقة مشاركة مع مطربة المقام العراقي السيده فريدة محمد علي وفرقتها في المدن الهولندية مثل امستردام ولاهاي وغيرها بدايات العام 2000.
14-	فرقة سومر تاسست نهاية العام 2002م، مختصه بالتراث العراقي السومري والعباسي.

## الأعمال الموسيقية والتلحين
1-	كنت شغوفا بتلحين القصائد العمودية لشعراء كبار ومن شعري قدمت العديد من هذه القصائد باصوات جميلة لمطربي الاربعينيات غير ان التسجيلات لم تكن متوفره في الإذاعة لذا فقدت هذه التسجيلات
2-	قدمت من الزجل العراقي لبض الشعراء مثل الاستاذ عبد الكريم العلاف، والشاعر مجيد معروف والشاعر الاديب عبد المجيد الملا والشاعر الحميد الفتلاوي والشاعر جبوري النجار والشاعر حامد العبيدي والشاعر محمد هاشم وغيرهم.
3-	من القصائد العمودية التي اشتهرت في كلماتها والحانها الأولى للشاعر نزار القباني هي قصيدة بغداد (مدي بساطي وملئي اكوابي....... وانسي العتاب فقد نسيت عتابي) بصوت المطرب أحمد الراوي الذي لقب بـ أحمد سالم وقد فقدت هذه القصيدة من مكتبت الإذاعة ولم يعرف السبب وكانت في أوائل الستينيات قبل اللقاء بشاعرها
4-	ومن القصائد الكبيرة الأخرى التي نالت شهره عظيمة في الوطن العربي وكانت للشاعر الكبير الاخطل الصغير بشاره الخوري قصيدة (سائل العلياء عنا والزمانا) بصوت المطربة العربية السيدة نرجس شوقي العام 1958. وقد تحدث عنها الموسيقار الاستاذ حليم الرومي عندما استمع إليها وكذلك الموسيقار الكبير الاستاذ رياض السنباطي واعتبرها نوع من الابداع الموسيقي في تلحين القصيدة العمودية واطرى عليها بالثناء الموسيقار الكبير الاستاذ فريد الاطرش الذي هو الآخر لحنها في الستينات
5-	من اعمالي الريفيه التي اشتهرت أيضا اولاها (بشبابي وارد افديج عيني السمرة) كلمات وغناء المطرب ناصر حكيم والحان سالم حسين العام 1948.
6-	أغنية (اشدعواك عيني اشدعواك) سجلت على اسطوانه لحساب السيد عارف جقمقجي بصوت المطربه عواطف العام 1949، من كلمات الشاعر مجيد معروف
7-	أغنية اشوي عيني اشوي واغنية امشينه يمه امشينه واغنية متكلي يا قلبي اشبيك: هذه الأغاني الثلاثة سجلت باقل من ساعتين ونصف في استوديوهات الإذاعة العراقية شعرا ولحنا وتحفيضا للمطربه لميعه توفيق وكان دخول الطبلة الريفية لأول مره في الفرقة الموسيقية.
8-	فقدت الكثير من الأغاني والابوريتات في مناسبة تموز وقد فقدت كل هذه الأعمال
9-	عند اقامتي في لبنان لحنت لكثير من المطربات والمطربين لحساب شركة الاتحاد الفني التي يترأسها الاستاذ صبحي أبو لغد والاستاذ غانم الدجاني، ثم تم الانضمام إلى هذه الشركة ومن أهم اعضائها الاستاذ حسن المليجي والكاتب والممثل محمود نصير والاستاذ كامل قسطندي والاستاذ عبد السلام النابلسي، وقدمت خلال هذه الشركة العديد من السكيتشات الغنائية لإذاعة BBC وإذاعة الشرق الأدنى، كما قدمت لتلفزيون اللبناني قناة 11 بعض هذه الأعمال.
10-	سافرت إلى مصر بدعوة من الاستاذ الموسيقار فريد الاطرش عند زيارته إلى لبنان واحيائه بعض الحفلات في سينما ريبوري في بيروت خلال الشهر الثالث من العام 1961فسافرت معه ومكثت هناك أكثر من خمسة أشهر كنت ملحنا وشاعرا من أهم الأغاني التي قدمتها هناك في اللهجة العراقية كما طلبت مني إذاعة صوت العرب منها أغنية (ياساكن ابديرتنه اشلون وياك..... روح عني يا حلو الطول اترجاك) وهي من كلماتي والحاني وغناء المطربة الكبيرة سعاد محمد، ثم قدمت أغنية الناصرية والتي اداها بصوته المطرب الكبير الاستاذ إسماعيل شبانه شقيق المطرب عبد الحليم حافظ، التي سجلت في القاهرة، واغنية (قطار الشوق) كلمات الشاعر حامد العبيدي والحان سالم حسين وغناء المطرب إسماعيل شبانه وسجلت هذه الأغنية لإذاعة الكويت العام 1972، وقدمت كذلك أغنية (ياطير يا طاير روح.... وصل سلامي) واغنية ماريده الغلوبي غناء الثلاثي المرح وثلاثي النغم، واغنية (اشجابك علينه اشرجعك مو قطعت دربك) غناء الثلاثي المرح وثلاثي النغم، ولنفس الفرقة أغنية أخرى (الهجع)، اما من كلمات الشاعر أحمد شفيق كامل والحاني كلمات مصرية (شمت فيه ده وده وظلمت قلبي بحبك ليه....لما حبيبي عمل كده امال عذولي راح يعمل ايه) غناء المطربه الكبيرة شهرزاد.
11-	عند عودتي إلى بيروت في عام 1962 كلفت بتلحين قصيدة (اترى يذكرونه ام نسوهُ... هم سقوه الهوى وهم اسكروهُ) للشاعر الكبير الاخطل الصغير غناء المكربة نور الهدى، كما انني لحنت للمطرب الكبير الذي اطلقت عليه اسم جبل لبنان المطرب وديع الصافي قصيدة (مالنا كلنا جويٍ يارسولُ).
12-	قصيدة للشاعر البرعي في مدح رسول الله ﷺ غناء جعفر حسن وقدمت للإذاعة والتلفزيون العراقي العام 1962. وقصيده دينية أخرى للشاعر البصيري غناء داود العاني ومطلعها (كيف ترقى رقيك الانبياء)، وقصيدة أخرى للشاعر البُرعي غناء داود العاني، وقصيدة (الفستان الأخضر) للشاعر محمد جميل شلش وغناء داود العاني.
13-	 (قصيدة لاعذبتك شدائد المحنِ.... روح فداك سلمت يا وطني) شعر الشاعر عباس أبو الطوس والحان سالم حسين غناء فالح الجوهر العام 1964 وتعتبر أول أغنية لدخولة الإذاعة. ثم قصيدة أخرى بعنوان (يارجال العشرين) من كلمات المهندس الاستاذ اسعد الشبيبي وغناء فالح الجوهر وتلتها أغاني عديده لفالح الجوهر.
14-	أغنية (ملاياة الماي) كلمات والحان سالم حسين غناء غاده سالم العام 1964 وصورة هذه الأغنية لفلم (بصرة ساعة 11) وكانت هذه اولى اغنياة المطربة غاده سالم، وبدات بالتلحين لغاده سالم بعد أن سميت باسمي، تلتها اغني كثيرة منها أثناء تاميم النفط عام 1972 وقصيدة (لاتقل انتي لعبتي) التي نالت بها شهرة كبيرة، واغنية زجلية (ليلة فرح) كلمات الشاعر جبوري النجار.
15-	أغنية (وطن الحرف) كلمات الشاعر سعدي يوسف وغناء المطربة هناء (وطني كأن الحرف يهمس باسمك الغالي ويزأر) وكان لها صدا كبير، ثم قصية (شعبي العظيم) من كلمات الشاعر محمد جميل شلش وغناء المطربة هناء، وكذلك أغنية (الموعد) للشاعر محمد جميل شلش.
16-	أغنية (ياهلي جيبولي ولفي الي) كلمات والحان سالم حسين وغناء المطرة الكبيرة سليمة مراد، واغنية (العيد) كلمات الشاعر جبوري النجار والحان سالم حسين وغناء المطربة الكبيرة سليمة مراد
17-	أغنية (ليالي الخليج) كلمات والحان سالم حسين غناء المطربه أحلام وهبي العام 1964، وصورة سينمائيا واضيفت إلى فلم درب الحب.
18-	أغنية (على بغداد ودينه) كلمات الشاعر عبد المجيد الملا وغناء المطربة المصرية فايدة كامل، عند حضورها إلى بغداد مع فنانين العرب، واغنية ثانية إلى الثلاثي المرح (طير الفرح) من كلمات والحان سالم حسين العام 1965.
19-	أغنية (سوار الذهب) كلمات الشاعر محمد هاشم غناء المطرب فؤاد سالم، ثم أغنية ثانية (فوك النخل فوك عش الحمام اهناك مابين العثوك) كلمات الشاعر محمد هاشم والحان سالم حسين وغناء فؤاد سالم العم 1968.
20-	قصيدة (ماغير النهر يا بغداد مجراه) كلمات الشاعر خليل الخوري والحان سالم حسين وغناء المطربة السورية دلال الشمالي العام 1973، واغنية (لوحن دليلي) كلمات الشاعر محمد هاشم والحان سالم حسين وغناء دلال الشمالي، أغنية (السفر) (يالي عزمتو على السفر متدرون ابحالي اشصار) كلمات والحان سالم حسين غناء المطربة دلال الشمالي.
21-	قصيدة (الشوق والامل) شعر الفيلسوف الكبير أبو نصر الفارابي والحان سالم حسين وغناء المطربه الكبيرة مائدة نزهت ومطلعها (ما ان تقاعد جسمي عن لقائكم.... الا وقلبي إليكم شيق عجل) قدمت في مهرجان الفية الفارابي العام 1975، وقصيدة أخرى (لاتعتذر) كلمات الشاعر خليل الخوري والحان سالم حسين وغناء المطربة الكبيرة مائدة نزهت.
22-	أغنية (ياكلمه من حبيبي ردتلي فرحتي) كلمات الصحفي الشاعر هلال عاصم والحان سالم حسين غناء المطربة اللبنانية سلامه العام 1952.
23-	قصيدة (اشكو الغرام وانت عني غافل) من الشعر العربي القديم الحان سالم حسين غناء الفنان فتح الله أحمد، وقصيدة (اما الولوع فانه فرض.... فعلام يكحل جفنك الغمض) من الشعر العربي القديم الحان سالم حسين غناء فتح الله أحمد، قصيدة (ارج النسيم سرى من الزوراء) كلمات الشاعر المتصوف الملا عثمان الموصلي الحان سالم حسين غناء فتح الله أحمد، وموشح (سود العيون) كلمات والحان سالم حسين غناء فتح الله أحمد. وهذه الأغاني كانت من ضمن المسلسل التلفزيوني الملا عثمان الموصلي العام 1990.
24-	قصيدة (بلادي الحبيبة روحي الفداء) كلمات والحان سالم حسين غناء المجموعة المنشدين العام 6/1/1983. وقصيدة (جيش العراق لك الفدى) كلمات الشاعر الحديثي والحان سالم حسين غناء المطربه وفاء بغدادي 6/1/1984.
25-	قصيدة (يادجلة الخير) للشاعر الكبير محمد مهدي الجواهري الحان سالم حسين الأمير غناء المطربة بلقيس فالح العام 1998، ونالت أفضل لحن في مهرجان الأغنية العربية في دمشق
26-	قصيدة (عراق الخير) شعر الشاعر محمد جميل شلش الحان سالم حسين غناء فرقة الف ليلة العام 1998 في حفلة مركز الفنون.
27-	قصيدة (بغداد قيثارتي البابلية) شعر الشاعرة لميعه عباس عماره الحان سالم حسين الأمير غناء المطرب السوري محمد يوسف العام 1992.
28-	قصيدة (بغداد مشتبكت عليك الاعصر... الا ذوت ووريق عمرك اخضرُ) شعر الشاعر الدكتور مصطفى جمال الدين الحان سالم حسين غناء المطربة لسورية فاتن صيداوي العام 2008.
29-	قصيدة (اولياء الله) كلمات والحان سالم حسين وسجلت من قبل فرقة آل البيت الدمشقية.
وهناك الحان جاهزه لم تسجل بعد منها (تذكرت بغداد عند الهجوع) كلمات والحان سالم حسين، وقصيدة (مولد النور) بمناسبة المولد الشريف (شق ظلام الليل بالأسحار... بدرٌ اضاء الكون بالأنوار) كلمات والحان سالم حسين الأمير.

## المؤلفات الموسيقية
1-	موسيقى (افراح الوادي) سجلت من قبل فرقة انوار الفن العام 1952.
2-	موسيقى (حنين) سجلت من قبل فرقة انوار الفن العام 1952.
3-	كونسرت قانون معزوفة (كلكامش) مع فرقة الرباعي الوتري
4-	موسقى (زهرة السوسن) العام 1967.
5-	موسيقى (سوانح الغروب) قدمت في تلفزيون بغداد العام 1958.
6-	معزوفة (من وحي الملا عثمان الموصلي) العام 1973 قدمت من قبل فرقة الرشيد للفنون الشعبية.
7-	موسيقى (من وحي الفارابي) قدمت في افتتاحية مهرجان الفارابي من قبل فرقة معهد الفنون الجميلة العام 1975.
8-	موسيقى (شواطئ دجلة عند الاصيل) العام 1962.
9-	سماعي عجم عشيران الف في مدينة مانجستر في انكلترا العام 1977.
10-	بشرف مقام رست العراقي العام 1972.
11-	سماعي حجاز كار كرد العام 1973.

## البحوث والمؤلفات التاريخية
1- بحوث حول الحان الملا عثمان الموصلي مع تغير بعض كلماتها من قبل الشاعر الاستاذ عبد الجبار العاشور والإطار الموسيقي لسالم حسين والالحان للموسيقي المتصوف الملا عثمان الموصلي وقد سجلت هذه الالحان التي تربو إلى أكثر من 14 لحن للإذاعة بصوت المطربين فؤاد سالم، محمد عبد المحسن، كنعان وصفي، والدكتور خالد إبراهيم، وبصوت الفنان سالم حسين، وفرقة الإنشاد في إذاعة بغداد العام 1973.
2- كتاب قياسات النغم عند الفارابي مشاركتا مع الطبيب الدكتور عادل البكري العام 1975.وقدم ضمن مهرجان الفية الفارابي.
3- كتاب دراسة آلة القانون العام 1984. وقد عمم هذا الكتاب في الكثير من المعاهد الموسيقية في الوطن العربي من قبل المجمع العربي للموسيقى.
4- كتاب دليل سلالم المقامات العربية العام 1986.
5- كتاب زرياب والأدب الأندلسي العام 1988.
6- كتاب الموسيقى والإنشاد في الاديان السماوية العام 1994.
8-	كتاب الموسيقى والغناء في بلاد الرافدين العام 1999، ونال جائزة الابداع من قبل وزارة الثقافة والاعلام،
9-	ديوان شعر باسم (الافنان) الجزء الأول العام 1951.
10-	ديوان شعر الافنان الجزء الثاني العام 2003.
11-	كتاب سيرتي وذكرياتي الجزء الأول وتم نشر بعض مواضعه في جريدة الناصرية الاسبوعية العام 2002.
12-	كتاب الشعر والأدب في اقدم الحقب العام 2008. وهو يتحدث عن الحقبة السومرين والاكدين والبابلين والاشورين من اساطير وملاحم. لقد جرى لهذا الكتاب وإلى انشودة بغداد احتفال كبير من قبل مؤسسة ديوان الشرق والغرب في مسرح القباني في دمشق العام 2008
13-	تحت الطبع كتاب الموسيقى وشعر الحب في الفكر الصوفي مشاركتاً مع الدكتور علي العبيدي
14-	تحت الطبع كتاب السيريرة والذكرياة الجزء الثاني، وكتاب بغداد دار السلام في مئة عام وعام. وديوان الشعر المرتق الافنان المغتربة والافنان الملتهبه.

## المهرجانات والمحاظرات
1- مهرجان فينا صيف 1959 وحصل على جائزة تقديرية من قبل المهرجان من خلال عزفه انغام بلاده على آلة القانون.
2- مهرجان معهد الفنون الجميلة العام 1962.
3- احتفال جامعة لفربول في مهرجان ليلة رأس السنة 1977
4- مهرجان اتحاد الطلبة في جامعة كنت في مدينة كنتر بري في انكلترا العام 1977.
5- مهرجان أصيلة في المغرب العربي العام 1991.
6- مهرجان المالوف في تونس العام 1976 ثم عام 2001.
7- مهرجان بابل في جميع دوراته مع فرقة خماسي الفنون الجميلة وفرقة الرباعي الوتري
8- مهرجان قسطنطينه في الجزائر العام 1983.

## الايفادات والمحاظرات خارج العراق
1-	ايفاد من قبل وزارة الدفاع العراقية مشاركة مع الوفد الفني للترفيه عن الجيش العراقي المرابط في فلسطين العام 1948. ومن ثم تقديم اماسي موسيقية في سورية ولبنان تابعه لوزارة الدفاع
2-	ايفاد مع فرقة ناظم الغزالي إلى الكويت العام 1963. ومع فرقة الرشيد للفنون الشعبية العام 1966.
3-	ايفاد الوفد الثقافي إلى جمهورية أرمينيا في الاتحاد السوفيتي تموز 1972.
4-	ايفاد إلى بودابست عاصمة هنكاريا العام 1974-1975 حيث منح لقب أستاذ وتم القاء عدة محاضرات في اكادمية فرانز ليست في بودابست وفي مدينة دبرسن.
5-	قدم محاضرة عن آلة القانون وتاريخها صورت لجامعة كامبردج في انكلترا العام 1976.
6-	ايفاد إلى ألمانيا الشرقية العام 1979 القا ثلاث محاضرات في جامعة همبولد قسم الاستشراق عن الموسيقى العراقية في برلين الشرقة، وفي مدينة ليبزك، ومدينة كارل ماركس.
7-	ايفادات مع فرقة الخماسي الفنون الجميلة خلال شهر رمضان المبارك في الجزائر العام 1984-1985-1986.
8-	ايفاد وفد ثقافي إلى الاتحاد السوفيتي جمهورية جورجيا مع فرقة الخماسي العام 1985
9-	ايفاد مع وفد ثقافي إلى أوكرانيا وإلى جمهورية مولدوفا في الاتحاد السوفيتي العام 1986.
10-	ايفاد الوفد الثقافي مع فرقة الخماسي إلى اميركا العام 1988.
11-	ايفاد وفد ثقافي فني إلى جمهورية اليمن الجنوبية واليمن الشمالية مع فرقة الخماسي العام 1989.
12-	ايفاد إلى إيطاليا دعوه من قبل جماعة جسر بغداد خلال الحصار الاقتصادي على العراق العام 1993
13-	قدم عدة محاضرات في حلب ودمشق خلال اقامته في سورية بدعوه من قبل وزارة الثقافة السورية.

## الشهادات التقديرية والتكريم
1-	منح لقب أستاذ من قبل جامعة بودابست العام 1975.
2-	كرم من قبل نقابة الفنانين العراقين بالعديد من الاوسمه والشهادات التقديرية
3-	كرم من قبل وزارة الثقافة العراقية بعدة جوائز ومنها جائزة الابداع عن كتابه الموسيقى والغناء في بلاد الرافدين.
4-	كرم من الجامعات التي القى فيها عدة محاضرات في جامعات انكلترا وألمانيا الشرقية
5-	كرم من قبل وزارة الثقافة المغربية في الرباط
6-	وكرم من قبل وزارة الثقافة التونسية في مهرجان المالوف
7-	كرم من قبل وزارة الثقافة خلال مهرجان قسنطينه
8-	كرم من قبل مؤسسة براديسو في هولندا
9-	كرم من قبل مؤسسة شومان في عمان
10-	كرم من قبل وزارة الثقافة والاعلام في بغداد ومنحه لقب فنان الشعب العام 2000
11-	كرم من قبل الجامعة العربية مهرجان الرواد العرب العام 2002
12-	كرم في دمشق من قبل مؤسسة ديوان الشرق والغرب العام 2008 في مسرح القباني
13-	كرم في بغداد في مهرجان الزهور الدولي عن مجلسه الأدبي الشهري العام 2009.
14-	كرم من قبل المنتدى الثقافي العراقي في سوريا عن جائزة الشاعر عبد الرزاق عبد الواحد العام 2010.
15-	كرم من قبل المنتدى الثقافي العراقي في سوريا بجائزة الابداع العام 2011
16-	منح الشهادة العلمية من قبل المجلس الاعلى للجمعيات العلمية الباراسايكولوجي العام 1999.
17-	كرم من قبل المركز العراقي البلجيكي للثقافة والفنون العام 30/10/2011

## ندوة الاثنين الثقافية
امتدادا للندوات التي كانت تقام في دار شقيقي الأكبر الشاعر والمربي الاستاذ عبد المنعم حسين في داره اسبوعيا ويحضرها كبار الشعراء والأدباء في الثلاثينيات والاربعينيات من القرن العشرين ومنهم الشاعر الاستاذ محمد مهدي الجواهري والشاعر الاستاذ محمود الحبوبي والشاعر الاستاذ صادق الملائكة والد الشاعرة الكيرة السيدة نازك الملائكة والشاعر الاستاذ صادق الاعرجي والشاعر الاستاذ محمد حسين الشبيبي وغيرهم، بدأ أول مجلس لي في داري العام 1976 الكائن في بغداد شارع فلسطين واستمر بهذا المجلس حتى انتقاله في شقته في مجمع الصالحية السكني العام 1986بعنوان ندوة الاثنين امتدادا واعتزازا بمجلس سيدة الغناء العربي السيدة ام كلثوم عندما حضرت عدة جلسات لهذا المجلس في صبيحة يوم الاثنين من كل اسبوع العام 1961 عن زيارتي إلى القاهرة واقامتي بها لعدة شهور، استمر مجلس الشهري من مساء يوم الاثنين الأول من كل شهر والذي يبدأ من الساعة الثامنة واستمر هذا المجلس حتى الشهر الثاني من سنة 2003، وكان يصاحبه مجلس اسبوعي صبيحة كل اثنين. وقد كرمت عن هذا المجلس في تكريم المجالس والندوات الثقافية من قبل امانة بغداد.
1. ↑  "سيرة حياة سالم حسين الامير - الموسيقار الشاعر والباحث". مؤرشف من الأصل في 2016-11-03.
2. ↑  "موقع الموسيقار سالم حسين الامير - الفنون الجميلة". مؤرشف من الأصل في 16 ديسمبر 2018. اطلع عليه بتاريخ أكتوبر 2020. {{استشهاد ويب}}: تحقق من التاريخ في: |تاريخ الوصول= (مساعدة)